# 埃尔德什-莫德尔不等式

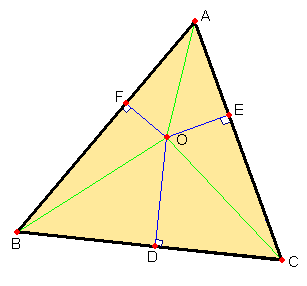
如图，埃尔德什-莫德尔不等式说明点O到三个顶点的距离之和（绿色线段）大于或等于到三边距离之和（蓝色线段）的两倍

在几何学中，埃尔德什-莫德尔不等式是一个二十世纪初期发现的不等式。埃尔德什-莫德尔不等式说明了：对于任何三角形ABC和其内部的一点O，点O到三角形三条边的距离之和总是小于或等于点O到三角形的三个顶点的距离之和的一半。
埃尔德什-莫德尔不等式可以认为是几何学中的欧拉定理的一个推广。欧拉定理声称三角形外接圆的半径总是大于或等于内切圆半径的两倍。

## 历史
该不等式最早由埃尔德什在1935年在《美国数学月刊》上提出，作为第3740号问题。两年之后，由路易斯·莫德尔和D.F.巴罗证明。1957年，卡扎里诺夫提出了一个更简捷的证明。之后不断有更简洁、更基本的证明出现。1958年班考夫（Bankoff）给出了运用正交投影和相似三角形的证明，1997年和2004年出现了使用面积不等式的证明，1993年和2001年发现了根据托勒密定理的证明。

## 证明
如右图，O为三角形ABC中的一个点。O到三角形三边的垂线分别交三条边于D、E、F。设线段{\displaystyle OA}、{\displaystyle OB}、{\displaystyle OC}的长度分别是{\displaystyle x}、{\displaystyle y}、{\displaystyle z}，线段{\displaystyle OD}、{\displaystyle OE}、{\displaystyle OF}的长度分别是{\displaystyle p}、{\displaystyle q}、{\displaystyle r}，那么埃尔德什-莫德尔不等式为：

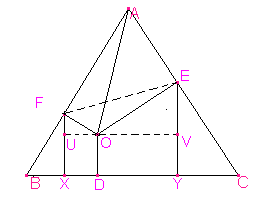

一个初等的证明方式是使用三角函数以及均值不等式。
首先，由于{\displaystyle OF}垂直于{\displaystyle AF}，{\displaystyle OE}垂直于{\displaystyle AE}，A、F、O、E四点共圆且{\displaystyle OA}为直径，因此线段{\displaystyle \displaystyle EF=OA\sin A=x\sin A}（角A为顶点A对应的内角）。
过点F、E作关于{\displaystyle BC}的垂线交{\displaystyle BC}于X、Y。过O作{\displaystyle BC}的平行线分别交{\displaystyle FX}、{\displaystyle EY}于{\displaystyle U}、{\displaystyle V}。由于{\displaystyle OF}垂直于{\displaystyle AF}，{\displaystyle OE}垂直于{\displaystyle AE}，{\displaystyle \angle UFO=\angle B}，{\displaystyle \angle VEO=\angle C}。于是：
{\displaystyle UV=UO+OV=OF\sin \angle UFO+OE\sin \angle VEO=r\sin B+q\sin C}
另一方面，注意到在直角梯形中{\displaystyle FUVE}中，斜腰{\displaystyle EF}的长度大于等于直角腰{\displaystyle UV}。因此：
{\displaystyle x\sin A=EF\geq UV=r\sin B+q\sin C}
{\displaystyle x\geq r{\frac {\sin B}{\sin A}}+q{\frac {\sin C}{\sin A}}}
类似地，还有：
{\displaystyle y\geq r{\frac {\sin A}{\sin B}}+p{\frac {\sin C}{\sin B}}}，{\displaystyle z\geq p{\frac {\sin B}{\sin C}}+q{\frac {\sin A}{\sin C}}}
三式相加，得到：
{\displaystyle x+y+z\geq r\left({\frac {\sin B}{\sin A}}+{\frac {\sin A}{\sin B}}\right)+q\left({\frac {\sin C}{\sin A}}+{\frac {\sin A}{\sin C}}\right)+p\left({\frac {\sin C}{\sin B}}+{\frac {\sin B}{\sin C}}\right)}
根据算幾不等式，{\displaystyle \left({\frac {\sin B}{\sin A}}+{\frac {\sin A}{\sin B}}\right)\geq 2}，等等，于是最终得到：
{\displaystyle x+y+z\geq 2(p+q+r)}
这就是埃尔德什-莫德尔不等式。

从证明中可以看到，等号取得的充要条件是{\displaystyle \sin A=\sin B=\sin C}以及{\displaystyle {\overline {OA}}\perp {\overline {EF}},{\overline {OB}}\perp {\overline {FD}},{\overline {OC}}\perp {\overline {DE}}}，也就是说不等式中的等号成立当且仅当三角形是等边三角形以及{\displaystyle P}為三角形中心。